# Sara de la Rica Goiricelaya
S‌ara de la Rica Goiricelaya ‌(Bilbao,‌ ‌21 de junio de 1963)‌ ‌es ‌una‌ ‌economista ‌española interesada especialmente en temas relacionados con el empleo, la pobreza y el género. Desde 2018 dirige a Fundación ISEAK.

## Biografía‌
Nació en Bilbao en 1963 y se licenció en Ciencias Económicas en la Universidad del País Vasco (UPV/EHU) en 1986, realizando un máster al año siguiente en la Warwick University. Doctorada en Económicas por la UPV/EHU en 1991, cursó un postdoctorado en Princentown University en el año siguiente. Es Catedrática de Economía (Fundamentos de Análisis Económico) en la UPV/EHU desde el año 2009.

### Trayectoria profesional
Ha sido presidenta de la European Society for Population Economics y miembro de su Consejo Ejecutivo, Presidenta del Comité sobre la Situación de la Mujer en Economía (COSME), y miembro del Consejo Económico y Social (CES). También ha sido secretaria de la European Society for Population Economics  y de la Asociación Española de Economía (AEE) y miembro del Consejo Económico y Social de España (CES).
Posteriormente Directora de la Fundación ISEAK, miembro del Consejo Asesor Científico de la Fundación GADEA, investigadora Asociada a CReAM  (Centro de Investigación del Análisis de la Inmigración, University College London) e Investigadora Asociada a IZA (Instituto de Investigación del Mercado de Trabajo, Bonn).
Es miembro del Consejo Asesor de ANECA (Agencia Nacional de Evaluación de la Calidad y Acreditación) y miembro del Comité Científico de la Agencia Vasca de Evaluación Educativa.
Además es Consejera de Basquetour, Agencia Vasca de Turismo, y desde 2017 Consejera de Iberdrola, siendo la primera mujer en ocupar un puesto en el Consejo de esta compañía.

## ‌Obras‌‌
Desde la década de los 90 publicó numerosos artículos y estudios relacionados con distintos aspectos de la economía, especialmente referidos al sector laboral y a la migración, en varias publicaciones europeas especializadas.
Es coeditora de IZA Journal of European Labour Studies.
También intervino en proyectos de investigación financiados por el Ministerio de Educación y Ciencia español, por la Fundación BBVA, por el Gobierno Vasco y por la UPV/EHU, referidos todos ellos al sector laboral de la economía.

## ‌Premios‌ ‌y‌ ‌reconocimientos‌ ‌
- 2018 Premio Ekonomistak Saria 2018 del Colegio Vasco de Economistas.[8]

## ‌Referencias‌
1. 1 2  «Curriculum Vitae de Sara de la Rica May 2008».
2. 1 2  «Curriculum vitae Sara de la Rica Modelo Europass».
3. 1 2  Iberdrola España. «Sara de la Rica Goiricelaya». Archivado desde el original el 28 de octubre de 2019. Consultado el 4 de noviembre de 2019.
4. ↑  «Basque Tour, Agencia Vasca de Turismo S.A.».
5. ↑  «Iberdrola España nombra consejera a Sara de la Rica». El Diario Vasco. 19 de abril de 2017. Consultado el 28 de octubre de 2019.
6. ↑  «Sara De la Rica - Google Scholar Citations». scholar.google.es. Consultado el 4 de noviembre de 2019.
7. ↑  «Sara de la Rica | IZA - Institute of Labor Economics». www.iza.org. Consultado el 28 de octubre de 2019.
8. ↑  «PREMIO ekonomistak SARIA 2018 - Colegio Vasco de Economistas». www.ekonomistak.eus. Consultado el 28 de octubre de 2019.

- Datos: Q29571138